# Belgische mannenestafetteteam 4 × 400 m
Het Belgische mannenestafetteteam 4 × 400 m is de ploeg die België vertegenwoordigt in internationale atletiekwedstrijden op de 4 × 400 meter estafette. De ploeg wordt gevormd door Belgian Athletics, voorheen de Koninklijke Belgische Atletiekbond, de Belgische atletiekfederatie. De bijnaam van de estafetteploeg is de Belgian Tornados, een naam die in 2014 werd bedacht. Sinds 2008 haalde de ploeg bijna elke finale van een internationaal kampioenschap, met als resultaat onder meer twee indoorwereldtitels en zeven keer Europees goud (4× outdoor, 3× indoor).

## Geschiedenis

### 1920 tot 1938
Het eerste grote tornooi waar het estafetteteam aan deelneemt zijn de Olympische Spelen in Antwerpen. Het kwartet Omer Corteyn, François Morren, Omer Smet en Jules Migeot wint zijn reeks en plaatst zich daarmee voor de finale. In de finale werden ze zesde. Acht jaar later nemen ze ook deel aan de Olympische Spelen in Amsterdam. Philippe Coenjaerts, Eugène Langenraedt, Frans Prinsen en Émile Vercken  werden uitgeschakeld in de reeksen.

### Vanaf 2008
Op 31 mei 2008 vormden Kevin en Jonathan Borlée en Cédric Van Branteghem samen met 200m loper Kristof Beyens een nationale 4 × 400 m-ploeg. Dit viertal kwam tot een tijd van 3.02,51 en verbeterde hiermee het 27 jaar oude nationale record. Dit record, gevestigd op 5 juli 1981, stond met 3.03,68 al die jaren op naam van Eddy De Leeuw, Danny Roelandt, Rik Vandenberghe en Fons Brydenbach. De nieuwe recordhouders, die in Neerpelt voor de eerste keer in deze samenstelling aantraden, misten de olympische limiet met een honderdste seconde. Veertien dagen later werd tijdens de Atletissima-meeting in Namen ook deze barrière geslecht. Met Nils Duerinck in plaats van Kristof Beyens liet het Belgische kwartet ditmaal 3.02,13 noteren. In navolging van de succesvolle Belgische vrouwelijke 4 × 100 m-estafetteteam mocht dus ook een mannelijke 4 × 400 m-ploeg naar de Olympische Spelen.

## Bijnaam
De bijnaam Belgian Tornados werd pas in juli 2014 bedacht. In navolging van andere succesvolle Belgische sportploegen (onder andere Yellow Tigers, Red Lions) ging hoofdsponsor Crelan op zoek naar een passende naam voor het 4 × 400 m-team. Uit 836 inzendingen van supporters werd uiteindelijk Belgian Tornados gekozen, een naam die zowel in het Nederlands, Frans als Engels goed bekt. "Een tornado staat voor natuurkracht, energie, versnelling en draait in het rond, net zoals de lopers op een piste. Een tornado heeft ook een explosieve kracht en dat laatste is natuurlijk belangrijk in de kampioenschappen waar de ploeg wil zegevieren."

## Titels
| Titel                   | Jaar                   |
| ----------------------- | ---------------------- |
| Wereldindoorkampioen    | 2022, 2024             |
| Europees kampioen       | 2012, 2016, 2018, 2024 |
| Europees indoorkampioen | 2015, 2019, 2023       |

## Palmares
|      | OS  | WK    | WK Indoor | EK     | EK Indoor | World Relays |
| ---- | --- | ----- | --------- | ------ | --------- | ------------ |
| 1920 | 6e  |       |           |        |           |              |
| 1928 | 12e |       |           |        |           |              |
| 1952 | 10e |       |           |        |           |              |
| 1954 |     |       |           | 10e    |           |              |
| 1960 | 16e |       |           |        |           |              |
| 1969 |     |       |           | 8e     |           |              |
| 1971 |     |       |           | 9e     |           |              |
| 1978 |     |       |           | 10e    |           |              |
| 1980 | DNF |       |           |        |           |              |
| 2008 | 4e  |       |           |        |           |              |
| 2009 |     | 4e    |           |        |           |              |
| 2010 |     |       | Zilver    | Brons  |           |              |
| 2011 |     | 5e    |           |        | Brons     |              |
| 2012 | 5e  |       |           | Goud   |           |              |
| 2013 |     | 5e    |           |        | 4e        |              |
| 2014 |     |       |           | 7e     |           | 9e           |
| 2015 |     | 5e    |           |        | Goud      | Brons        |
| 2016 | 4e  |       | 6e        | Goud   |           |              |
| 2017 |     | 4e    |           |        | Zilver    | 10e          |
| 2018 |     |       | Brons     | Goud   |           |              |
| 2019 |     | Brons |           |        | Goud      | Brons        |
| 2020 |     |       |           |        |           |              |
| 2021 | 4e  |       |           |        | 4e        | 8e           |
| 2022 |     | Brons | Goud      | Zilver |           |              |
| 2023 |     | 9e    |           |        | Goud      |              |
| 2024 | 4e  |       | Goud      | Goud   |           | Brons        |

## Overzicht kampioenschappen

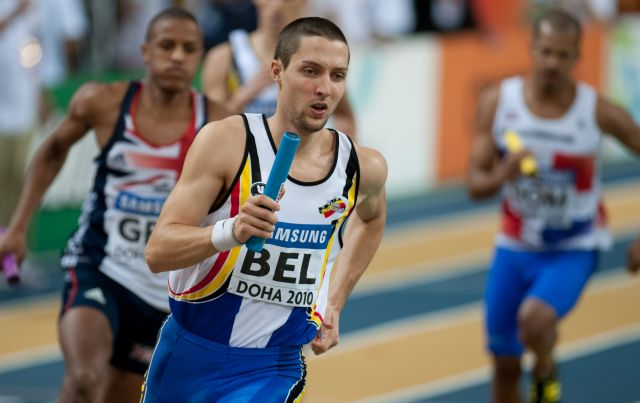
Antoine Gillet in actie tijdens de finale van het WK indoor 2010

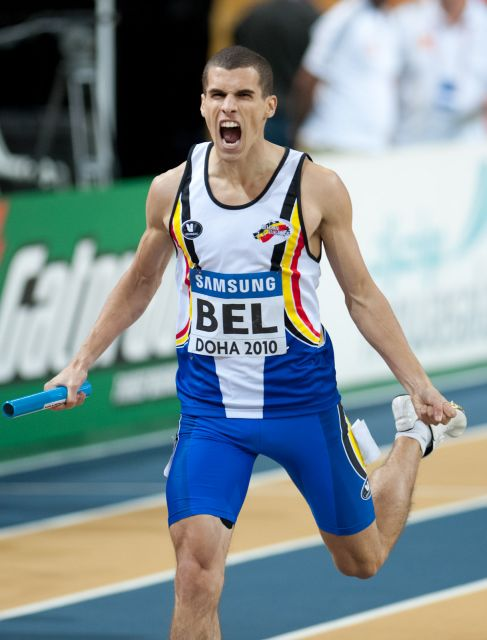
Jonathan Borlée passeert met een kreet van vreugde de finish van de finale op het WK indoor 2010

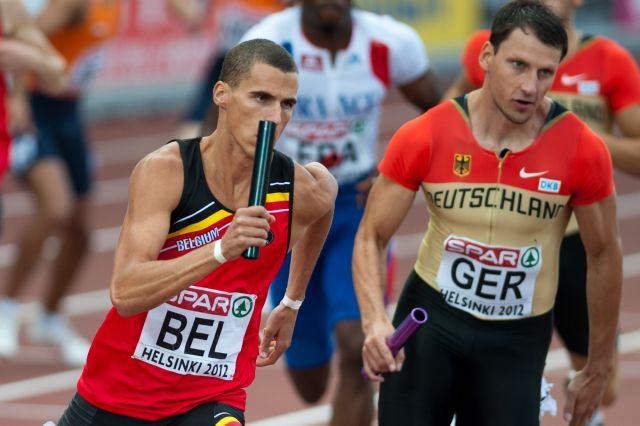
Kevin Borlée in actie tijdens de finale op het EK 2012

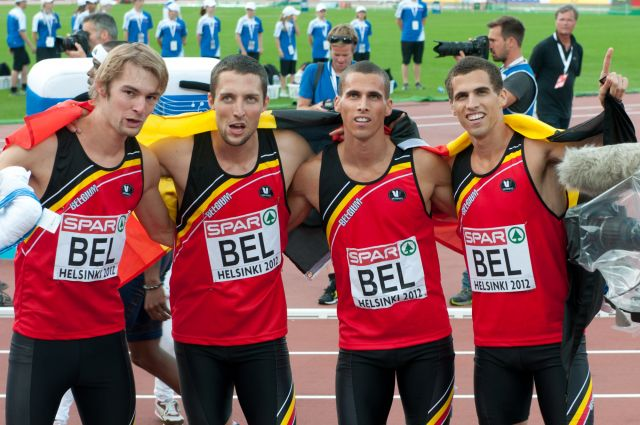
De ploeg die Europees kampioen werd op het EK 2012 in Helsinki. v.l.n.r. Jente Bouckaert, Antoine Gillet, Kevin Borlée en Jonathan Borlée

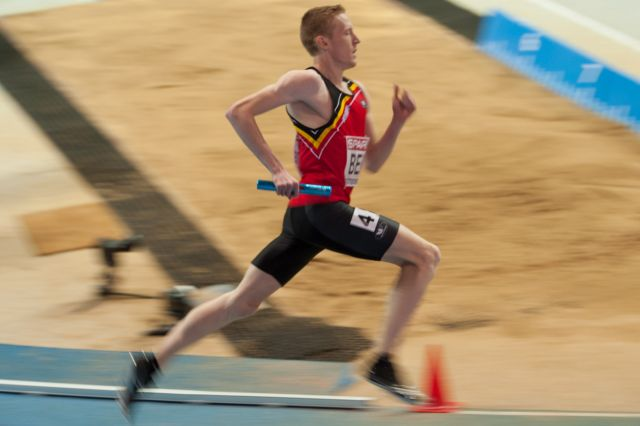
Tim Rummens in actie op het EK indoor 2013

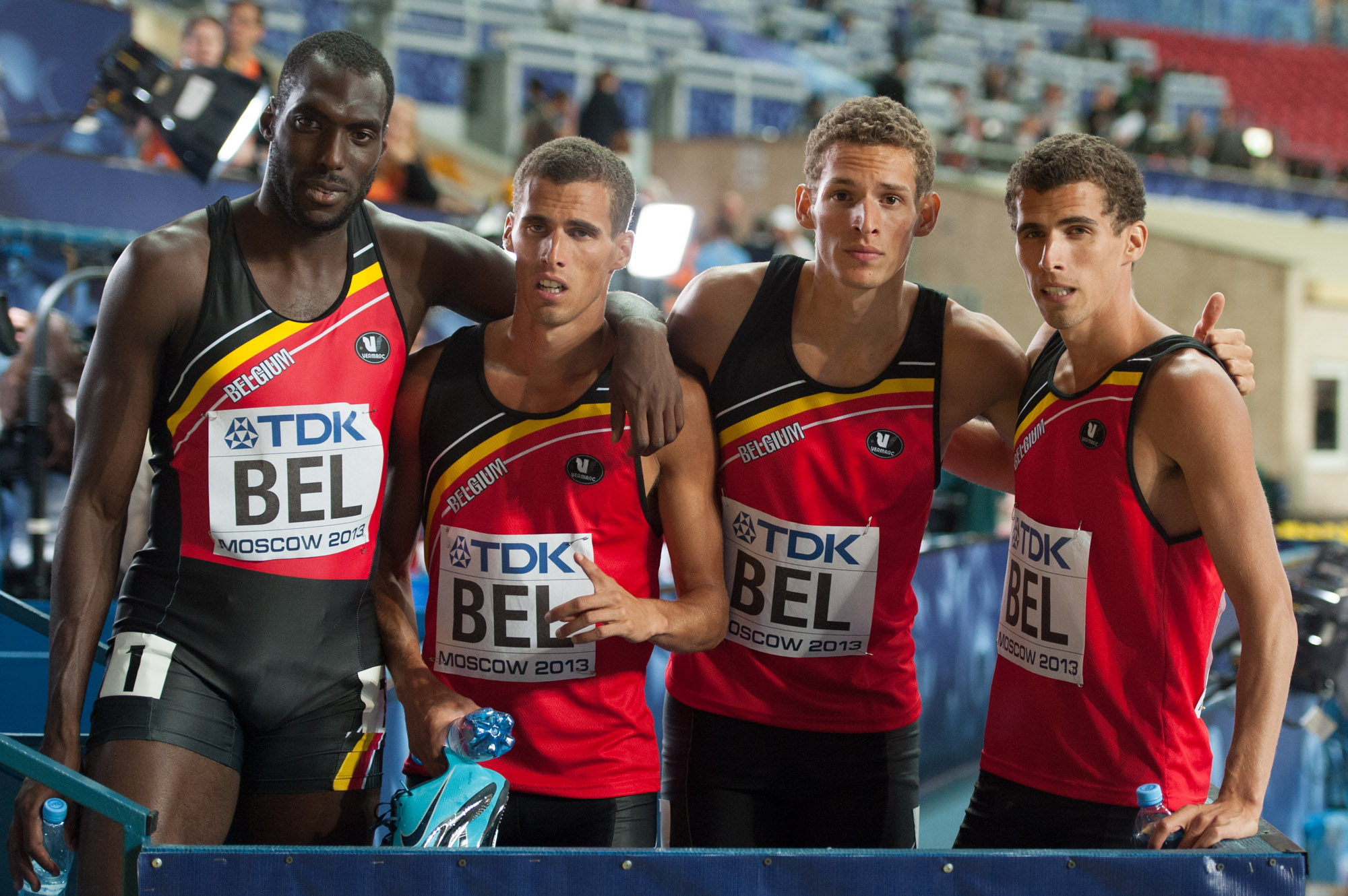
De ploeg die in actie kwam in de finale op het WK 2013 die met 3 broers een ongekende samenstelling had. v.l.n.r. Will Oyowe en Jonathan, Dylan en Kevin Borlée.

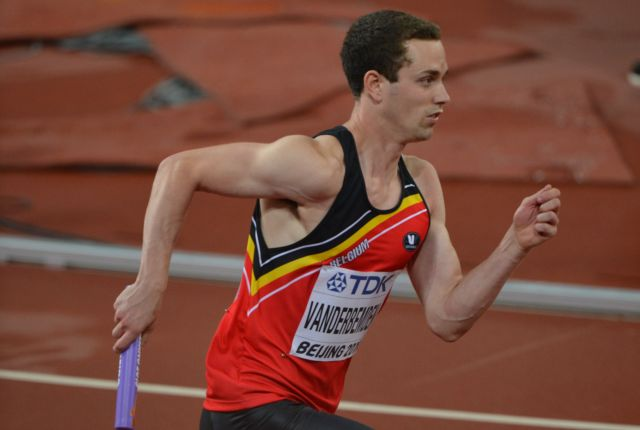
Robin Vanderbemden in actie op het WK 2015

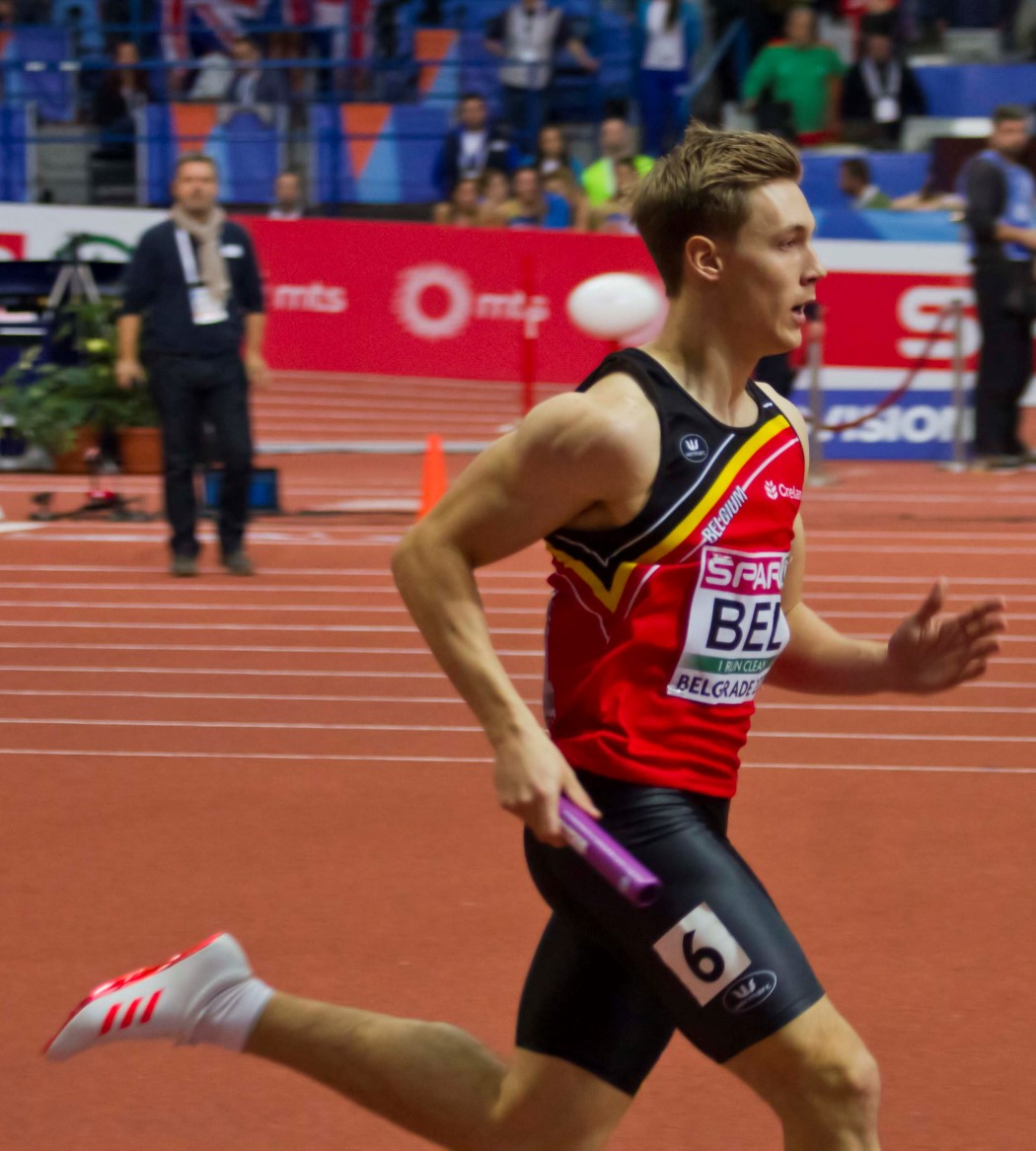
Julien Watrin in actie op het EK indoor 2017

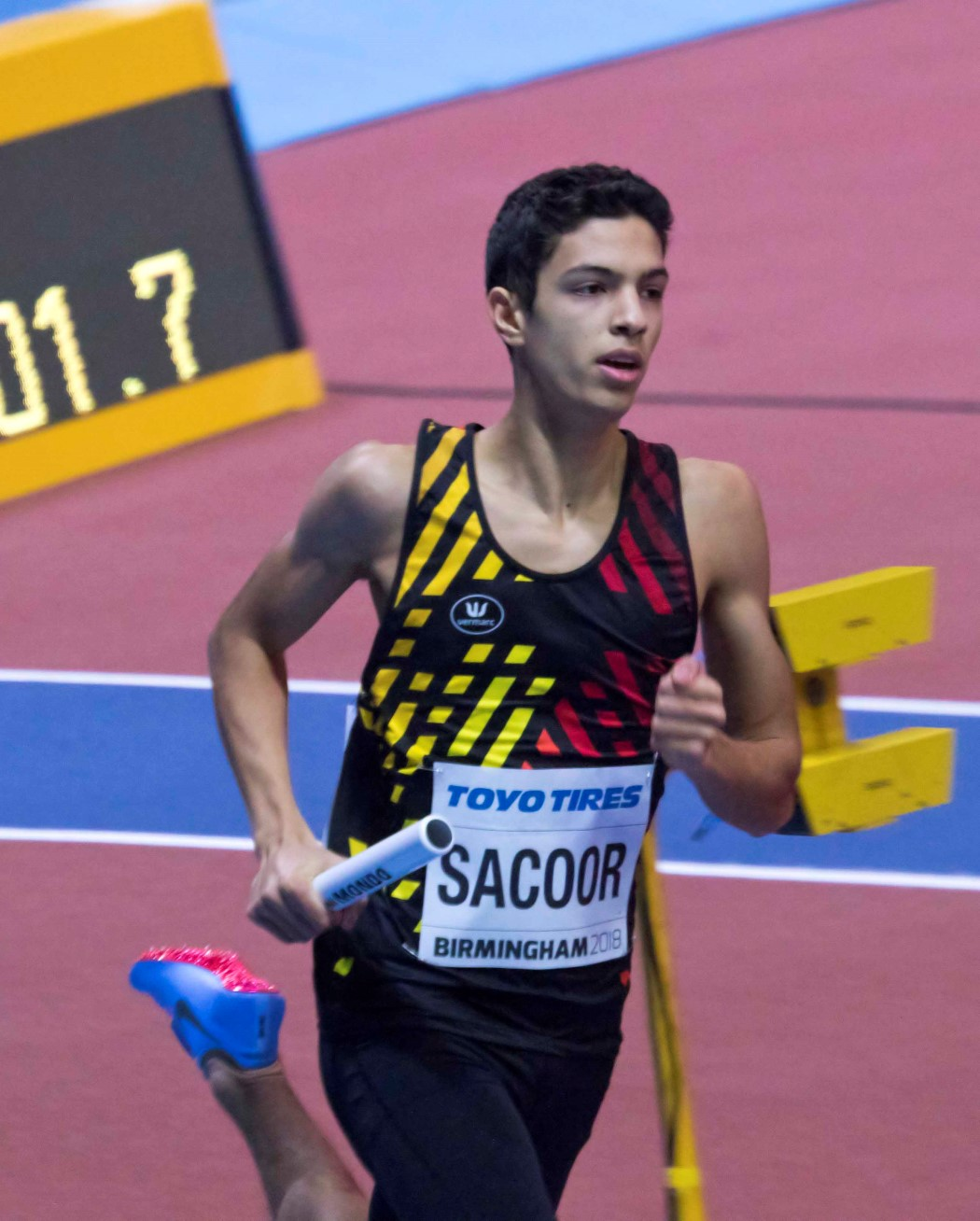
Jonathan Sacoor in actie op het WK indoor 2018

| Jaar | Kamp.                 | Pos.   | Prestatie in finale | Teamopstelling in finale                                           | Prestatie in reeksen   | Teamopstelling in reeksen                                               |
| ---- | --------------------- | ------ | ------------------- | ------------------------------------------------------------------ | ---------------------- | ----------------------------------------------------------------------- |
| 1920 | OS                    | 6e     | 3.24,9 e            | Omer Corteyn François Morren Omer Smet Jules Migeot                | 3.38,8                 | Omer Corteyn François Morren Omer Smet Jules Migeot                     |
| 1928 | OS                    | 12e    | (geen finale)       | (geen finale)                                                      | -                      | Philippe Coenjaerts Emile Vercken Frans Prinsen Eugène Langenraedt      |
| 1952 | OS                    | 10e    | (geen finale)       | (geen finale)                                                      | 3.15,8                 | Albert Lowagie Antoon Uytterhoeven Roger Moens Fernand Linssen          |
| 1954 | EK                    | 10e    | (geen finale)       | (geen finale)                                                      | 3.15,9                 | Charles Cuvelier Roger Moens Lucien De Muynck Dirk Stoclet              |
| 1960 | OS                    | 16e    | (geen finale)       | (geen finale)                                                      | 3.15,26                | Marcel Lambrechts Jos Lambrechts Louis De Clerck Roger Moens            |
| 1969 | EK                    | 8e     | 3.10,8              | René Bervoets Tony Goovaerts Karel Brems Willy Vandenwijngaerden   | 3.10,4                 | René Bervoets Tony Goovaerts Karel Brems Willy Vandenwijngaerden        |
| 1971 | EK                    | 9e     | (geen finale)       | (geen finale)                                                      | 3.07,80                | Willy Vandenwijngaerden René Bervoets Jean-Pierre Borlée Gaby De Geyter |
| 1978 | EK                    | 10e    | (geen finale)       | (geen finale)                                                      | 3.08,00                | Eddy De Leeuw Jacques Borlée Rik Hermans Rik Vandenberghe               |
| 1980 | OS                    | -      | (geen finale)       | (geen finale)                                                      | DNF                    | Eddy De Leeuw Danny Roelandt Rik Vandenberghe Fons Brydenbach           |
| 2008 | OS                    | 4e     | 2.59,37 (NR)        | Kevin Borlée Jonathan Borlée Cédric Van Branteghem Arnaud Ghislain | 3.00,67                | Cédric Van Branteghem Jonathan Borlée Arnaud Ghislain Kevin Borlée      |
| 2009 | WK                    | 4e     | 3.01,88             | Antoine Gillet Kevin Borlée Nils Duerinck Cédric Van Branteghem    | 3.02,13                | Antoine Gillet Cédric Van Branteghem Nils Duerinck Kevin Borlée         |
| 2010 | WK indoor             | Zilver | 3.06,94 (NR)        | Cédric Van Branteghem Kevin Borlée Antoine Gillet Jonathan Borlée  | 3.08,84                | Jonathan Borlée Antoine Gillet Nils Duerinck Kevin Borlée               |
| 2010 | EK                    | Brons  | 3.02,60             | Arnaud Destatte Kevin Borlée Cédric Van Branteghem Jonathan Borlée | 3.03,49                | Antoine Gillet Cédric Van Branteghem Nils Duerinck Kevin Borlée         |
| 2011 | EK indoor             | Brons  | 3.06,57 (NR)        | Jonathan Borlée Antoine Gillet Nils Duerinck Kevin Borlée          | (rechtstreekse finale) | (rechtstreekse finale)                                                  |
| 2011 | WK                    | 5e     | 3.00,41             | Jonathan Borlée Antoine Gillet Nils Duerinck Kevin Borlée          | 3.00,71                | Antoine Gillet Jonathan Borlée Nils Duerinck Kevin Borlée               |
| 2012 | EK                    | Goud   | 3.01,09             | Antoine Gillet Jonathan Borlée Jente Bouckaert Kevin Borlée        | 3.05,29                | Nils Duerinck Antoine Gillet Jente Bouckaert Kevin Borlée               |
| 2012 | OS                    | 5e     | 3.01,83             | Kevin Borlée Antoine Gillet Jonathan Borlée Michaël Bultheel       | 3.01,70                | Nils Duerinck Jonathan Borlée Antoine Gillet Kevin Borlée               |
| 2013 | EK indoor             | 4e     | 3.07,98             | Antoine Gillet Kevin Borlée Arnaud Ghislain Tim Rummens            | (rechtstreekse finale) | (rechtstreekse finale)                                                  |
| 2013 | WK                    | 5e     | 3.01,02             | Jonathan Borlée Kevin Borlée Dylan Borlée Will Oyowe               | 3.00,81                | Antoine Gillet Jonathan Borlée Dylan Borlée Kevin Borlée                |
| 2014 | World Relays          | 9e     | 3.02,97             | Dylan Borlée Jonathan Borlée Julien Watrin Kevin Borlée            | 3.02,79                | Dylan Borlée Jonathan Borlée Julien Watrin Kevin Borlée                 |
| 2014 | EK                    | 7e     | 3.02,60             | Julien Watrin Stef Vanhaeren Michaël Bultheel Kevin Borlée         | 3.03,83                | Julien Watrin Antoine Gillet Michaël Bultheel Kevin Borlée              |
| 2015 | EK indoor             | Goud   | 3.02,87 (AR)(NR)    | Julien Watrin Dylan Borlée Jonathan Borlée Kevin Borlée            | (rechtstreekse finale) | (rechtstreekse finale)                                                  |
| 2015 | World Relays          | Brons  | 2.59,33 (NR)        | Dylan Borlée Jonathan Borlée Julien Watrin Kevin Borlée            | 3.02,41                | Dylan Borlée Jonathan Borlée Julien Watrin Kevin Borlée                 |
| 2015 | WK                    | 5e     | 3.00,24             | Jonathan Borlée Robin Vanderbemden Kevin Borlée Antoine Gillet     | 2.59,28 (NR)           | Dylan Borlée Jonathan Borlée Antoine Gillet Kevin Borlée                |
| 2016 | WK indoor             | 6e     | 3.09,71             | Dylan Borlée Jonathan Borlée Robin Vanderbemden Kevin Borlée       | 3.07,39                | Dylan Borlée Jonathan Borlée Robin Vanderbemden Kevin Borlée            |
| 2016 | EK                    | Goud   | 3.01,10             | Julien Watrin Jonathan Borlée Dylan Borlée Kevin Borlée            | 3.03,15                | Dylan Borlée Robin Vanderbemden Jonathan Borlée Julien Watrin           |
| 2016 | OS                    | 4e     | 2.58,52             | Julien Watrin Jonathan Borlée Dylan Borlée Kevin Borlée            | 2.59,25 (NR)           | Julien Watrin Jonathan Borlée Dylan Borlée Kevin Borlée                 |
| 2017 | EK indoor             | Zilver | 3.07,80             | Robin Vanderbemden Julien Watrin Kevin Borlée Dylan Borlée         | (rechtstreekse finale) | (rechtstreekse finale)                                                  |

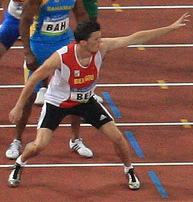
Arnaud Ghislain in actie op de Olympische spelen van 2008

| 2017 | World Relays          | 10e    | 3.07,14             | Dylan Borlée Julien Watrin Michaël Rossaert Kévin Borlée           | 3.05,45                | Dylan Borlée Julien Watrin Michaël Rossaert Kévin Borlée                |
| 2017 | WK                    | 4e     | 3.00,04             | Robin Vanderbemden Jonathan Borlée Dylan Borlée Kevin Borlée       | 2.59,47                | Dylan Borlée Jonathan Borlée Robin Vanderbemden Kevin Borlée            |
| 2018 | WK indoor             | Brons  | 3.02,51 (NR)        | Dylan Borlée Jonathan Borlée Jonathan Sacoor Kevin Borlée          | 3.05,22                | Dylan Borlée Jonathan Borlée Jonathan Sacoor Kevin Borlée               |
| 2018 | EK                    | Goud   | 2.59,47             | Dylan Borlée Jonathan Borlée Jonathan Sacoor Kevin Borlée          | 3.02,55                | Julien Watrin Robin Vanderbemden Jonathan Sacoor Dylan Borlée           |
| 2019 | EK indoor             | Goud   | 3.06,27             | Julien Watrin Dylan Borlée Jonathan Borlée Kevin Borlée            | (rechtstreekse finale) | (rechtstreekse finale)                                                  |
| 2019 | World Relays          | Brons  | 3.02,70             | Dylan Borlée Robin Vanderbemden Jonathan Borlée Jonathan Sacoor    | 3.03,70                | Dylan Borlée Robin Vanderbemden Julien Watrin Jonathan Sacoor           |
| 2019 | WK                    | Brons  | 2.58,78             | Jonathan Sacoor Robin Vanderbemden Dylan Borlée Kevin Borlée       | 3.00,87                | Dylan Borlée Julien Watrin Jonathan Sacoor Kevin Borlée                 |
| 2021 | EK indoor             | 4e     | 3.06,96             | Alexander Doom Jonathan Borlée Dylan Borlée Kevin Borlée           | (rechtstreekse finale) | (rechtstreekse finale)                                                  |
| 2021 | World Athletic Relays | 8e     | 3.10,74             | Jonathan Sacoor Robin Vanderbemden Dylan Borlée Kevin Borlée       | 3.04,01                | Dylan Borlée Robin Vanderbemden Jonathan Sacoor Kevin Borlée            |
| 2021 | OS                    | 4e     | 2.57,88 (NR)        | Alexander Doom Jonathan Sacoor Dylan Borlée Kevin Borlée           | 2.59,37                | Alexander Doom Jonathan Sacoor Dylan Borlée Jonathan Borlée             |
| 2022 | WK indoor             | Goud   | 3.06,50             | Julien Watrin Alexander Doom Jonathan Sacoor Kevin Borlée          | 3.07,43                | Julien Watrin Dylan Borlée Alexander Doom Kevin Borlée                  |
| 2022 | WK                    | Brons  | 2.58,72             | Dylan Borlée Julien Watrin Alexander Doom Kevin Borlée             | 3.01,96                | Julien Watrin Dylan Borlée Jonathan Sacoor Kevin Borlée                 |
| 2022 | EK                    | Zilver | 2.59,49             | Alexander Doom Julien Watrin Kevin Borlée Dylan Borlée             | 3.01,81                | Alexander Doom Jonathan Borlée Jonathan Sacoor Dylan Borlée             |
| 2023 | EK indoor             | Goud   | 3.05,83             | Dylan Borlée Alexander Doom Kevin Borlée Julien Watrin             | (rechtstreekse finale) | (rechtstreekse finale)                                                  |
| 2023 | WK                    | 9e     | (geen finale)       | (geen finale)                                                      | 3.00,33                | Julien Watrin Dylan Borlée Robin Vanderbemden Alexander Doom            |
| 2024 | WK indoor             | Goud   | 3.02,54             | Jonathan Sacoor Dylan Borlée Christian Iguacel Alexander Doom      | 3.06,27                | Jonathan Sacoor Christian Iguacel Tibo De Smet Dylan Borlée             |
| 2024 | World Relays          | Brons  | 3.01,16             | Dylan Borlée Robin Vanderbemden Alexander Doom Jonathan Sacoor     | 3.00,09                | Dylan Borlée Robin Vanderbemden Jonathan Sacoor Alexander Doom          |
| 2024 | EK                    | Goud   | 2.59,84             | Jonathan Sacoor Robin Vanderbemden Dylan Borlée Alexander Doom     | 3.01,09                | Florent Mabille Robin Vanderbemden Christian Iguacel Dylan Borlée       |
| 2024 | OS                    | 4e     | 2.57,75 (NR)        | Jonathan Sacoor Dylan Borlée Kevin Borlée Florent Mabille          | 2.59,84                | Jonathan Sacoor Dylan Borlée Florent Mabille Kevin Borlée               |

NR nationaal record

AR Europees record

EK Europees kampioenschap

WK Wereldkampioenschap

OS Olympische Spelen

## Snelste splittijden
Hoewel Jonathan Borlée lange tijd de Belgisch recordhouder was op de 400 m met 44,43, is zijn broer Kevin degene met de snelste splittijden in de 4 × 400 m. Onderstaande tabel bevat de snelste splittijd van de leden van de Belgian Tornados.
| Loper                 | Splittijd | Datum      | Plaats              |
| --------------------- | --------- | ---------- | ------------------- |
| Kevin Borlée          | 43,58     | 30.08.2015 | Peking (WK)         |
| Jonathan Borlée       | 43,78     | 13.06.2009 | Fayetteville (NCAA) |
| Alexander Doom        | 43,88     | 12.06.2024 | Rome (EK)           |
| Jonathan Sacoor       | 44,0      | 07.08.2021 | Tokio (OS)          |
| Dylan Borlée          | 44,41     | 10.08.2024 | Saint-Denis (OS)    |
| Cédric Van Branteghem | 44,44     | 23.08.2008 | Peking (OS)         |
| Robin Vanderbemden    | 44,44     | 12.08.2017 | Londen (WK)         |
| Julien Watrin         | 44,54     | 24.07.2022 | Eugene (WK)         |
| Florent Mabille       | 44,75     | 10.08.2024 | Saint-Denis (OS)    |
| Christian Iguacel     | 45,27     | 11.06.2024 | Rome (EK)           |
| Antoine Gillet        | 45,48     | 29.08.2015 | Peking (WK)         |
| Will Oyowe            | 45,74     | 16.08.2013 | Moskou (WK)         |
| Nils Duerinck         | 45,76     | 02.09.2011 | Daegu (WK)          |
| Stef Vanhaeren        | 45,80     | 17.08.2014 | Zürich (EK)         |
| Arnaud Ghislain       | 45,88     | 23.08.2008 | Peking (OS)         |
| Jente Bouckaert       | 45,96     | 01.07.2012 | Helsinki (EK)       |
| Michaël Bultheel      | 46,31     | 10.08.2012 | Londen (OS)         |
| Arnaud Destatte       | 46,5      | 01.08.2010 | Barcelona (EK)      |

Opmerkingen: de Belg Fons Brydenbach liep op 6.09.1981 in een Europese ploeg in Rome een splittijd van 44,9. Aurnaud Destatte liep zijn splittijd uit de tabel als startloper, de overige splittijden werden telkens vliegend gelopen.

## Onderscheidingen
- 2009: Sportploeg van het Jaar
- 2010: Sportploeg van het jaar
- 2011: Sportploeg van het jaar
- 2015: Nationale trofee voor sportverdienste
- 2022: Sportploeg van het jaar

1928 Louis Crooy en Victor Groenen · 1929 Georges Ronsse · 1930 Hyacinthe Roosen · 1931 René Milhoux en Jules Tacheny · 1933 Jef Scherens · 1934 Union Sint-Gillis · 1935 Arnold de Looz-Corswarem · 1936 Ernest Demuyter · 1937 Joseph Mostert · 1938 Hubert Carton de Wiart · 1939 Henry de Menten de Horne · 1940 Fernande Caroen · 1941 Jan Guilini · 1942 Pol Braekman · 1943 Albert de Ligne · 1944 niet toegekend · 1945 vliegend personeel van de Belgische sectie van de Royal Air Force · 1946 Gaston Reiff · 1947 Micheline Lannoy en Pierre Baugniet · 1948 Etienne Gailly · 1949 Feru Moulin · 1950 Briek Schotte · 1951 Johny Claes en Jacques Ickx · 1952 André Noyelle · 1953 bemanning van het jacht Omoo (zeilsport) · 1954 Adolf Verschueren · 1955 Roger Moens · 1956 Gilberte Thirion · 1957 Jacky Brichant en Philippe Washer · 1958 René Baeten · 1959 Belgische hockeyploeg bij de mannen · 1960 Flory Van Donck · 1961 Rik Van Looy · 1962 Gaston Roelants · 1963 Aureel Vandendriessche · 1964 Joël Robert · 1965 Eerste Jachtwing van de Belgische Luchtmacht · 1966 Raymond Ceulemans · 1967 Ferdinand Bracke en Eddy Merckx · 1968 Jacky Ickx · 1969 Serge Reding · 1970 Freddy Herbrand · 1971 Miel Puttemans · 1972 Karel Lismont · 1973 Roger De Coster · 1974 Paul Van Himst · 1975 Jean-Pierre Burny · 1976 Ivo Van Damme · 1977 Gaston Rahier · 1978 RSC Anderlecht · 1979 Robert Van de Walle · 1980 Belgische voetbalploeg bij de mannen · 1981 Annie Lambrechts · 1982 Ingrid Berghmans · 1983 Eddy Annys · 1984 André Malherbe · 1985 niet toegekend · 1986 William Van Dijck · 1987 Ingrid Lempereur · 1988 Eric Geboers · 1989 Michel Preud'homme · 1990 Jan Ceulemans · 1991 Jean-Michel Saive · 1992 Annelies Bredael · 1993 Vincent Rousseau · 1994 Brigitte Becue · 1995 Frédérik Deburghgraeve · 1996 Johan Museeuw · 1997 Luc Van Lierde · 1998 Ulla Werbrouck · 1999 Gella Vandecaveye · 2000 Joël Smets · 2001 Kim Clijsters en Justine Henin · 2002 Marc Wilmots · 2003 Stefan Everts · 2004 Axel Merckx · 2005 Tom Boonen · 2006 Kim Gevaert en Tia Hellebaut · 2007 4x100m-estafetteploeg voor vrouwen · 2008 niet toegekend · 2009 Philippe Gilbert · 2010 Philippe Le Jeune · 2011 Kevin Borlée · 2012 Evi Van Acker · 2013 Frederik Van Lierde · 2014 Daniel Van Buyten · 2015 4x400m-estafetteploeg voor mannen · 2016 Nafissatou Thiam · 2017 David Goffin · 2018 Nina Derwael · 2019 Belgische hockeyploeg bij de mannen · 2020 Wout van Aert · 2021 Bashir Abdi · 2022 Remco Evenepoel · 2023 Bart Swings · 2024 Lotte Kopecky